# Estreito de Querche

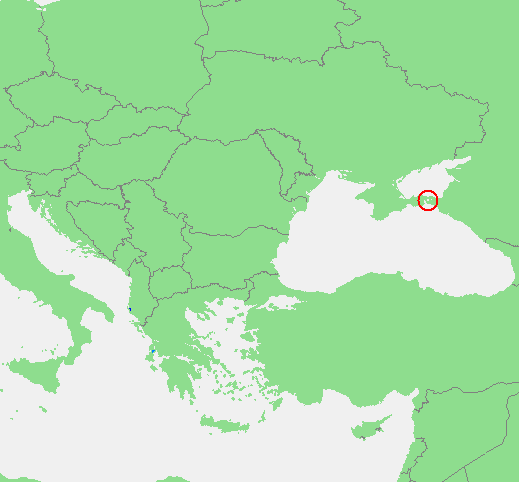
Localização do estreito de Querche

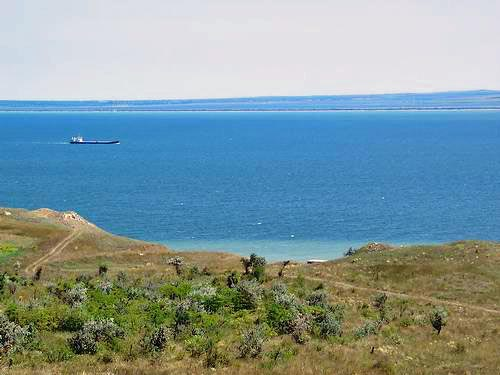
Estreito de Querche. Vista da costa da Crimeia

O estreito de Kerch ou estreito de Querche (em russo:  Керченский пролив, em ucraniano: Керченська протока) é um estreito que liga o mar Negro e o mar de Azov, separando a Crimeia, a oeste, da península de Taman, a leste. O estreito tem 4,5 a 15 km de largura e até 18 m de profundidade. O porto mais importante é a cidade de Querche.
O transporte por ferry através do estreito foi inaugurado em 1952, ligando a Crimeia e o Krai de Krasnodar (linha Porto Krym - Porto Kavkaz). No início, havia quatro navios trem-ferry; mais tarde, três navios carro-ferry foram adicionados. O transporte ferroviário continuou durante quase 40 anos. Ferries de trem tornaram-se velhos no final dos anos 1980 e foram retirados de operação. No outono de 2004 novos navios foram postos à disposição, e o transporte ferroviário foi restabelecido.
Diversas tentativas foram feitas para a construção de uma ponte sobre o estreito para substituir o ferry, mas a difícil configuração geológica da área torna os projetos de ponte caros demais. Finalmente, em maio de 2018, foi inaugurada a Ponte da Crimeia, a mais longa da Europa, iniciativa da Rússia, após a anexação da Crimeia, não reconhecida internacionalmente.
Diversas fábricas de processamento de peixes localizam-se na costa do estreito. A estação de pesca começa no final do outono e dura de dois a três meses, quando diversos barcos se lançam nas águas do estreito para pescar.
Antigamente, a Crimeia era conhecida sob o nome de Quersoneso Cita ou Quersoneso Táurico, e o estreito como Bósforo Cimeriano ou a boca do Lago Meotis; Estrabão relata que o estreito, no inverno, havia congelado, de forma que um general de Mitrídates VI do Ponto derrotou os bárbaros em uma batalha de cavalaria sobre o gelo, no mesmo ponto onde, no verão, depois que o gelo derreteu, os derrotou em uma batalha naval.
Também é conhecido pelo seu nome tártaro, Yenikale. O estreito foi homenageado com o nome de um navio da marinha russa (de nome Querche).

## História

### Antiguidade
Na Antiguidade, parece ter havido um grupo de ilhas formadas por braços do delta do rio Cubã (Hypanis) e várias enseadas que desde então estão a assorear. No século VI a.C., colonos milésios fundaram a cidade de Panticapeu na costa ocidental do estreito, onde atualmente está a cidade de Querche. Heródoto menciona a existência de travessias sobre o estreito, o que provavelmente se devia ao facto de que naquela época, o nível do mar Negro era significativamente menor do que atualmente. Durante a construção da ponte da Crimeia, foram recuperados cerca de 60 mil achados arqueológicos do século V a.C. e descobertos os destroços de dois antigos assentamentos no fundo do estreito. Os romanos conheciam o estreito como o Bósforo Cimério (Cimmerianus Bosporus) do seu nome em grego, o estreito Cimério (Κιμμάριος Βόσπορος; Kimmérios Bosporos), que homenageava os cimérios, nómades de estepes próximas. O mar de Azov, perto do estreito, era conhecida como lago meótico. No século II a.C. ocorreu uma batalha no norte do estreito entre o exército do rei Mitrídates VI Eupátor sob a liderança do comandante Neoptólemo e os bárbaros.

### Domínio turco
Em 1774, duas batalhas navais ocorreram na sequência da Guerra Russo-Turca de 1768–1774 no estreito de Querche entre as frotas dos impérios russo e otomano, que foram ganhas pelos russos, o que levou à assinatura do tratado de Küçük-Kainarji, onde o Império Otomano cedeu o estreito ao Império russo. Durante a Guerra Russo-Turca de 1787–1792, uma outra batalha naval ocorreu no estreito de Querche em 19 de julho de 1790, durante o qual um esquadrão russo sob o comando do contra-almirante Ushakov obteve uma vitória, e não permitiu que o Império Otomano desembarcasse as suas tropas na Crimeia.
Em 1792, a pedra Tmutarakan, uma laje de mármore com uma inscrição em russo antigo, foi encontrada na península Taman pelo almirante Pavel Pustoshkin enquanto escoltava os cossacos do mar Negro até Taman. A pedra relata a medição da distância entre as cidades de Tmutarakan e Korchev (Querche) e tem um mapa do contorno das margens do estreito de Querche que foi riscado com grafite na superfície lateral. É a evidência mais antiga de obras hidrográficas da Rússia, datado do século XI.

### Segunda Guerra Mundial
Durante a Segunda Guerra Mundial, a península de Querche tornou-se palco de um combate muito desesperado entre as forças do Exército Vermelho Soviético e da Alemanha Nazi. A frequência de combate intensificou-se nos meses mais frios do ano quando o estreito congelou, permitindo o movimento das tropas sobre o gelo.
Depois que a Frente Oriental estabilizou no início de 1943, Hitler ordenou a construção de uma ponte rodoferroviária de 4,8 quilómetros sobre do estreito de Querche na primavera de 1943 para apoiar a sua vontade de uma nova ofensiva no Cáucaso. O teleférico, que entrou em operação em 14 de junho de 1943 com capacidade diária de mil toneladas, só era adequada para as necessidades defensivas do 17º Exército em Cubã. Devido aos frequentes tremores de terra, esta ponte teria exigido grandes quantidades de vigas de aço de força extra, e o seu transporte teria restringido os embarques de material militar para a Crimeia. A ponte nunca foi concluída, e a Wehrmacht terminou de evacuar os soldados em Cubã em setembro de 1943.
Em novembro de 1943, os forças soviéticas invadiram a península de Querche pelo estreito durante a operação Kerch-Eltigen e construíram uma ponte ferroviária provisória sobre o estreito em 1944 para transportar suprimentos capturados dos alemães para apoiar a ofensiva da Crimeia. A ponte entrou em operação em novembro de 1944, mas os blocos de gelo em movimento destruíram alguns pilares em fevereiro de 1945. A reconstrução não foi tentada e a ponte foi demolida em junho de 1945.
Novas tentativas de construir uma ponte permanente sobre o estreito foram feitas, mas em 1950 a construção foi interrompida e uma linha de balsa foi criada no seu lugar. Originalmente havia quatro balsas ferroviárias e posteriormente três novas balsas foram adicionadas. O transporte de vagões continuou por quase 40 anos, mas no final da década de 1980, as balsas de envelhecidas tornaram-se obsoletas e foram removidas de serviço. No outono de 2004, novas embarcações foram entregues como substitutos e o transporte de vagões foi restabelecido. A linha de balsa parou as operações no final de 2020.

### Início do século XXI
Em 2003, o estreito de Querche estava no centro de uma disputa territorial entre a Rússia e a Ucrânia depois das autoridades do krai de Krasnodar começarem a construir um dique da península de Taman em direção à ilha de Tuzla, que anteriormente fazia parte da península de Tuzla. O conflito foi resolvido após a intervenção dos presidentes e a construção do dique foi interrompida a cem metros da ilha. Em 2003, foi assinado um acordo entre a Federação Russa e a Ucrânia sobre a cooperação no uso do mar de Azov e do estreito de Querche, que declarou o estreito como "águas históricas internas da Rússia e da Ucrânia". Em 2004, nas conversações entre os dois países, já se falava em preparar documentos sobre uma delimitação em fases - primeiro o mar de Azov, depois o estreito. No entanto, só em 2012 os presidentes de ambos os países assinaram uma declaração conjunta sobre a futura delimitação da fronteira marítima entre a Rússia e a Ucrânia.
Em 11 de novembro de 2007, agências de notícias relataram uma forte tempestade no mar Negro. O petroleiro russo Volgoneft-139 encontrou problemas no estreito de Querche e partiu-se ao meio enquanto tentava sair da tempestade, libertando cerca de 3 000 toneladas de óleo combustível. Os cargueiro russos Volnogorsk e Nakhchevan afundaram no estreito e o cargueiro Kovel afundou após embater no Volnogorsk no porto de Kavkaz, resultando no derramamento de mais de cerca de 7 000 toneladas de enxofre. O casco do petroleiro Volganeft-123 também ficou danificado, mas a carga que transportava não vazou para o mar. Uma outra embarcação também afundou durante a tempestade, outros seis encalharam em um banco de areia perto da península de Chushka e cinquenta outros navios foram evacuados do estreito de Querche.
A tempestade dificultou os esforços para resgatar os membros da tripulação, o que causou a morte de 8 pessoas. Devido às temperaturas baixas de inverno, o óleo combustível afundou no fundo do mar em vez de flutuar à superfície, tornando mais difícil encontrar, mas quando houve outra forte tempestade, o óleo espalhou-se novamente pelo estreito, causando outra poluição. A avaliação dos prejuízos foi de 30 mil milhões de rublos.

### Guerra Russo-Ucraniana
A Rússia e a Ucrânia concordaram em garantir a liberdade de navegação para navios de ambas as nações em um tratado naval de 2003, porém desde o início da Guerra Russo-Ucraniana e a anexação da Crimeia em 2014, as forças russas estabeleceram à força um novo status quo, sendo agora o único poder de controle do estreito. O ministro russo das Relações Exteriores, Sergey Lavrov, disse que o estreito de Querche não poderia mais ser um tema de negociações enre a Rússia e a Ucrânia.

#### Construção de uma ponte sobre o estreito

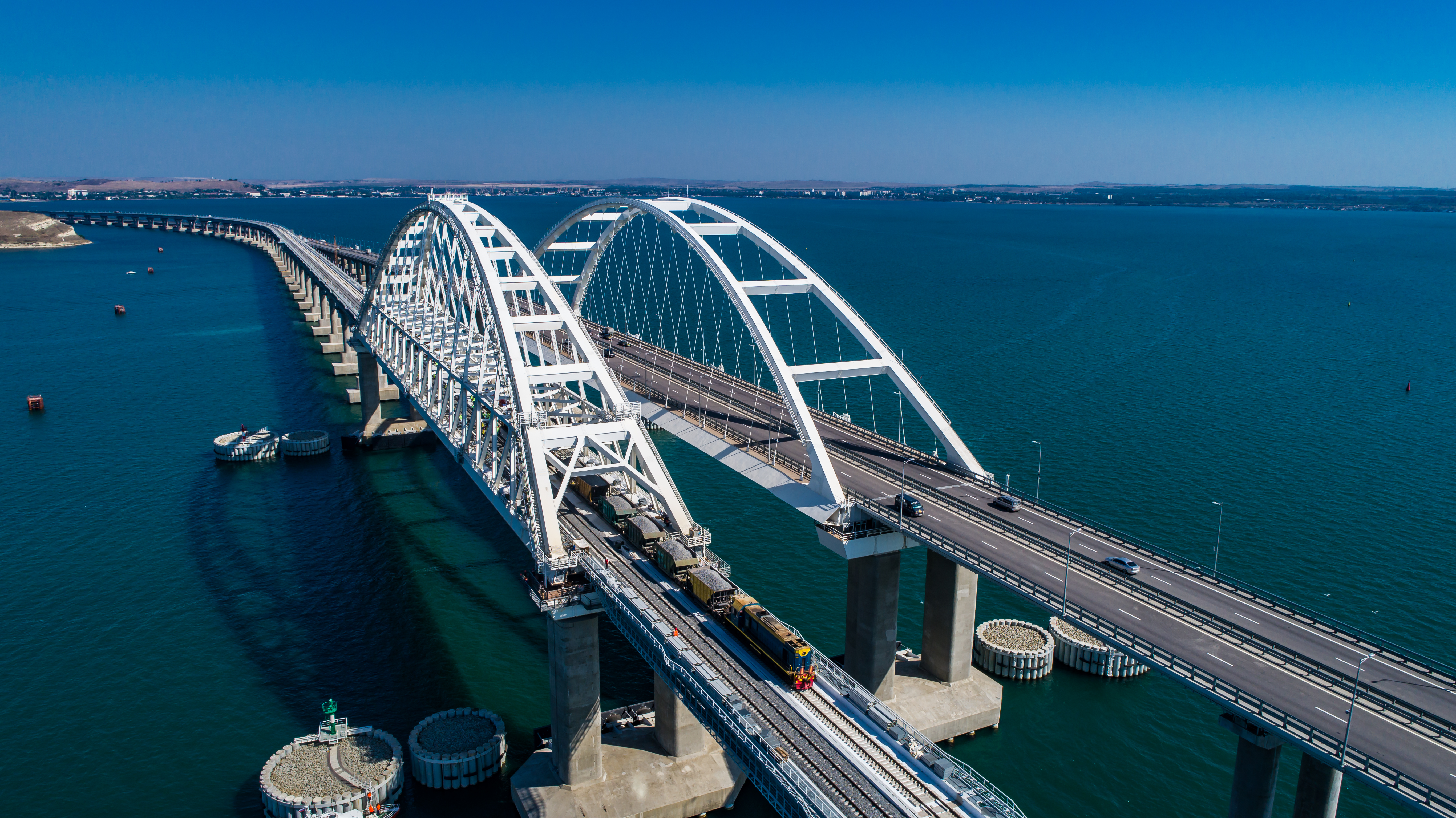
Ponte da Crimeia em 2019

Em 1999, o ex-prefeito de Moscovo, Yuri Lujkov, fez uma campanha para que uma ponte rodoviária fosse construída sobre o estreito. A Rússia anunciou oficialmente que construiria uma ponte sobre o estreito em 19 de março de 2014, após a anexação russa da Crimeia em 2014. O governo ucraniano condenou a construção da ponte como ilegal porque a ponte restringiria a navegação no estreito e porque a Ucrânia não deu o seu consentimento para tal construção. Durante a construção da ponte, foram encontrados cerca de 60 mil achados arqueológicos do século V a.C., mais de 200 bombas e alguns aviões da era da Segunda Guerra Mundial. A Ponte da Crimeia foi inaugurada em 2018 e o troço ferroviário foi inaugurado em 2019.
Os média estatais russos afirmam que a construção da ponte causou um aumento de nutrientes e de plâncton nas águas, atraindo um grande número de peixes e mais de 1 000 golfinhos-nariz-de-garrafa-do-Mar-Negro, que estão em extinção. No entanto, a Ucrânia afirma que o ruído acústico, a poluição e os exercícios militares podem estar realmente a matar os golfinhos no mar Negro.

#### Incidente em 2018
Em 25 de novembro de 2018, três navios da marinha ucraniana estavam a fazer uma uma viagem de Odessa até Mariupol. Quando se aproximaram do estreito de Querche, embarcações da Guarda Costeira russa ordenaram os navios ucranianos saíssem, pois estavam a entrar ilegalmente em águas territoriais russas. No entanto, os ucranianos citaram o tratado russo-ucraniano de 2003 sobre a liberdade de navegação no estreito e continuaram a viagem. Os russos então colocaram um grande navio de contentores sob a ponte, bloqueando a rota para Mariupol e obrigando os navios ucranianos a recuarem, e enviaram dois caças e dois helicópteros para patrulhar o estreito. Ao voltarem, os navios ucranianos foram atacados e apreendidos pela guarda costeira russa a cerca de 23 quilómetros da costa da Crimeia, em águas internacionais.

#### Incêndio em petroleiros em 2019
Em 21 de janeiro de 2019, os petroleiros tanzanianos Kandy e Maestro transportavam 4 500 toneladas de combustível pelo estreito de Querche. As duas embarcações incendiaram-se enquanto transferiam o gás liquefeito de um navio para o outro, matando quatorze tripulantes e deixando seis desaparecidos, enquanto doze homens conseguiram saltar para o mar e foram resgatados pela Marinha russa. O petroleiro Kandy transportava dezessete tripulantes, enquanto Maestro era tripulado por quinze tripulantes.
O navio de salvamento russo Spasatel Demidov liderou o esforço de combate ao incêndio, mas apesar de bombear água para ambos os navios, o fogo continuou a deflagrar por cinco dias. A operação de resgate da tripulação foi conduzida por dez navios, incluindo um navio de resgate russo.

#### Encerramento do estreito
Em 15 de abril de 2021, a Rússia decidiu fechar a área do estreito de Querche para "navios de guerra e outros navios estatais" de 24 de abril a 31 de outubro. A justificativa declarada para o encerramento foram os exercícios militares. O encerramento cortou parcialmente os portos ucranianos de Berdiansk e Mariupol do mar Negro. O Ministério das Relações Exteriores da Ucrânia protestou contra a decisão, afirmando que "tais ações da Federação Russa são mais uma tentativa de violar as normas e princípios do direito internacional para usurpar os direitos soberanos da Ucrânia como um Estado costeiro, já que a Ucrânia tem o direito de regular a navegação nessas áreas do Mar Negro".
A decisão de fechar o estreito foi precedida por um aviso da Rússia aos Estados Unidos após o plano do governo Biden de enviar dois contratorpedeiros (USS Roosevelt (DDG-80) e USS Donald Cook (DDG-75)) para o mar Negro em meio à crescente presença militar da Rússia perto da Ucrânia. O governo Biden reteve os contratorpedeiros depois da intensificação dos combates entre as forças separatistas ucranianas e apoiadas pela Rússia, em um esforço para aliviar a tensão. Putin ameaçou a segurança dos navios da Marinha dos Estados Unidos, dizendo que eles deveriam ficar longe da área "para seu próprio bem". Depois que os contratorpedeiros foram retidos, a Rússia aproveitou a abertura para fechar o estreito de Querche.